# St. Pauls River
Der St. Paul River ist ein Fluss im Osten des australischen Bundesstaates Tasmanien.

## Geografie

### Flusslauf
Der etwas mehr als 54 Kilometer lange St. Pauls River entspringt an den Osthängen des Fingal Tier nordwestlich des Douglas-Apsley-Nationalparks, rund 82 Kilometer ostsüdöstlich von Launceston. Von dort fließt er zunächst südwestlich bis zum Mount Henry und dann westlich bis zur Kleinstadt Avoca, wo er in den South Esk River mündet.

### Nebenflüsse mit Mündungshöhen
Er hat folgende Nebenflüsse:
- Dukes River – 447 m
- Lucks Creek – 269 m
- Dry Bed Creek – 265 m
- Hop Pole Creek – 244 m
- Snow Creek – 211 m
- Brushy Hill Rivulet – 207 m
- Butler Creek – 203 m